# Afir Azazna
 (mai 2013).
Si vous disposez d'ouvrages ou d'articles de référence ou si vous connaissez des sites web de qualité traitant du thème abordé ici, merci de compléter l'article en donnant les références utiles à sa vérifiabilité et en les liant à la section « Notes et références ».

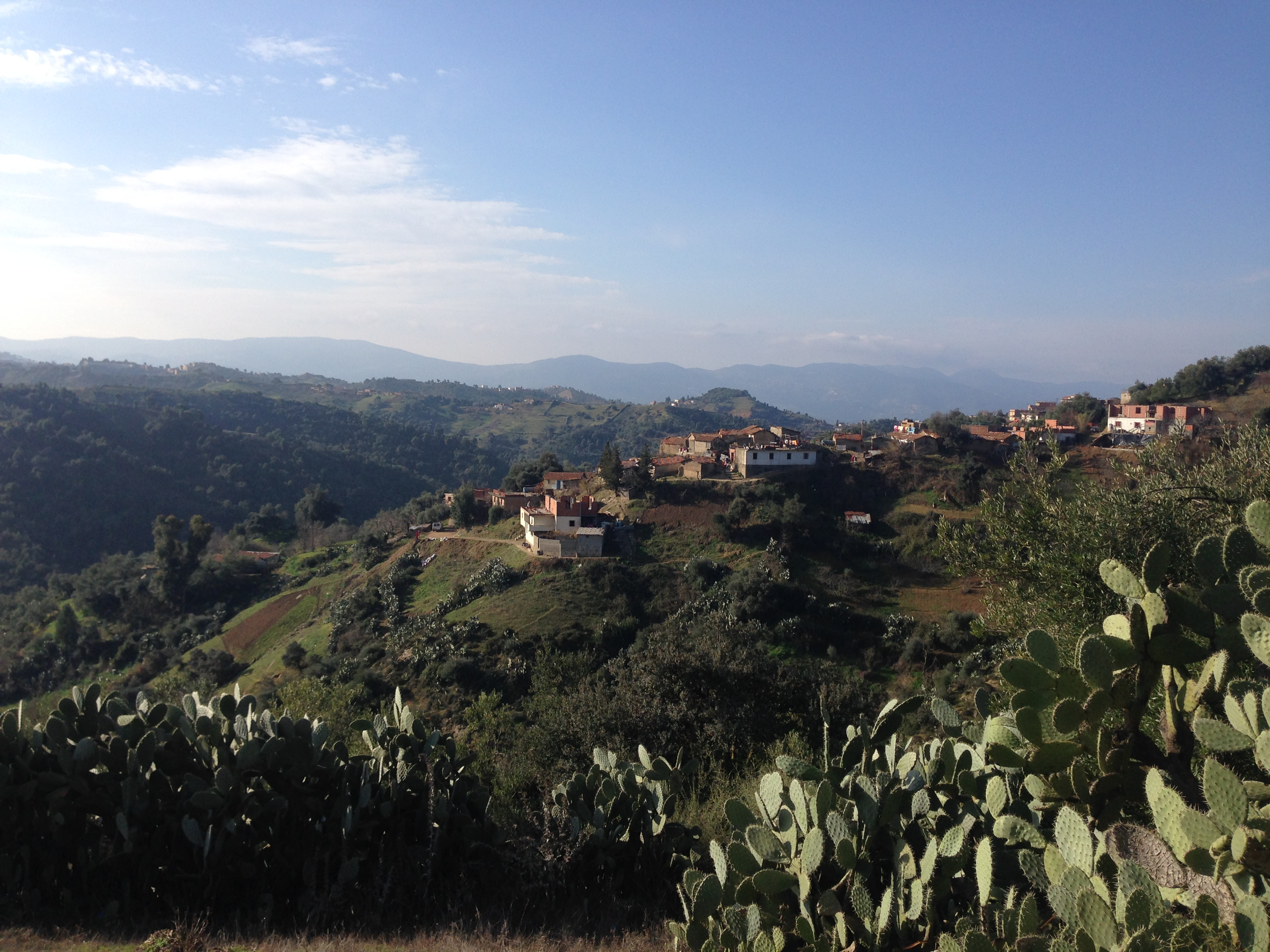
Vue d'un village de Afir Azazna

Afir Azazna est un village kabyle en Algérie, il appartient à la commune de Timezrit, wilaya de Boumerdès. il est entouré de plusieurs autres village comme M'Kira, Ait Messaoud, Ouled Ziane... Afir Azazna est composé de Aith Ighil, Nait Ali, Imqidhchen, I3zaven, Aith Mensour, Aith Belil.
 
Les habitants d'Afir Azazna sont nommés Iwa3zunen.

## Composition
Le village Ait Ighil est composé de plusieurs quartiers: Zemhala, Thighilt, Ihedouchen, Bouchiwen, Abariere, Aith Ighil et contient 100 maisons environ, trois magasins d'alimentation générale. Les habitants travaillent dans divers domaines : usines, commerces, bijouterie et agriculture aussi dans les champs familiaux et élèvent des animaux (moutons, vaches, ânes...). 

## Éducation
Une école primaire a vu le jour dans ce quartier dans les années 1980. Un collège a été inauguré en 2009.

## Santé
Un dispensaire est à disposition de tout le monde mais reste très précaire au niveau des moyens. 

## Culte
Une mosquée a été construite par les habitants grâce à leurs dons.

## Vie associative
Une association appelé thajmi3ith existe depuis très longtemps (avant la guerre) sert à rassembler les hommes du village, que la communauté a estimé qu'ils sont adultes. Pendant ces rassemblements les habitants abordent différents sujets comme les conflits qui peuvent se produire entre deux habitants; un différend sur une parcelle de terrain (thilass) ceci évite aux personnes de se saisir de la justice. Les rassemblements se font une fois par semaine, les vendredis matin, les personnes se retrouvent dans une petite maison appelé djama3 mosquée, les personnes qui ne se présentent pas se font verbaliser. L'assemblée est composée d'un chikh (imam) qui est décidé depuis 2 ans environ et des trois, voire quatre sages du village appelé Aqel.
Plusieurs personnes ont quitté le village pour rejoindre la France pendant la période des trente glorieuses, la majorité a travaillé au Havre dans différentes domaines, usines, bâtiments, la plupart de ces personnes sont actuellement à la retraite et ils sont revenus dans leurs villages natals.